# Schwammkugelkäfer
Die Schwammkugelkäfer (Leiodinae) sind eine Unterfamilie der Käferfamilie Leiodidae. Die Arten der Unterfamilie sind Pilzfresser an Fruchtkörpern und Myzelien.

## Merkmale
Meist erreichen diese oval oder rundlich gewölbten Käfer eine Größe von 2–3 mm, einige Arten können jedoch bis zu 7 mm groß werden. Die Fühler sind elfgliedrig und mit einer drei- bis fünfgliedrigen Keule versehen. Die Flügeldecken sind je nach Art glänzend, matt, gepunktet oder haben ein Netzmuster.
Die Zahl der Fußglieder ist bei den einzelnen Gattungen verschieden (von 5-5-5 bis 3-3-3). Die Fußgliederzahl kann bei Männchen und Weibchen auch unterschiedlich ausgeprägt sein und als Geschlechtsdimorphismus eine Unterscheidungsmöglichkeit darstellen.

## Verbreitung
Die Schwammkugelkäfer sind auf allen Kontinenten, außer auf Antarktika verbreitet.
Es gibt etwa 500 Arten, davon in Mitteleuropa ca. 85 und auf den Britischen Inseln über 50.

## Lebensweise
Die Käfer der Tribus Leiodini leben an unterirdischen Pilzen und haben Grabbeine, während die Agathidiini oberirdisch an Schleimpilzen, aber auch an Ständerpilzen wie Hutpilzen und verschiedenen Baumpilzen vorkommen. Sie besitzen Laufbeine. Die meisten Arten der Gattung Agathidium haben die Möglichkeit, sich bei Gefahr kugelförmig einzurollen. Viele der im Boden oder in der Streu lebenden Arten werden in der Abenddämmerung aktiv und sind dann auf Waldwiesen oder an Ufern anzutreffen.

## Tribus
Die Unterfamilie Leiodinae wird in mehrere Tribus unterteilt. In älteren systematischen Werken, in denen die Leiodinae als eigene Familie behandelt werden, werden diese Triben als Unterfamilien angesehen.
- Agathidiini
- Estadiini
- Leiodini
- Pseudoliodini
- Scotocryptini
- Sogdini

## Wissenswertes
Drei frühere US-amerikanische Politiker sind Namensgeber für Arten dieser Unterfamilie:
- George W. Bush: Agathidium bushi
- Dick Cheney: Agathidium cheneyi
- Donald Rumsfeld: Agathidium rumsfeldi